# Tái bút: Anh yêu em
Tái bút: Anh yêu em (tựa gốc tiếng Anh: P.S. I Love You) là phim điện ảnh lãng mạn của Mỹ năm 2007 do Richard LaGravenese đạo diễn. Kịch bản phim được chắp bút bởi LaGravenese và Steven Rogers, dựa trên cuốn tiểu thuyết cùng tên năm 2004 của Cecelia Ahern. Phim có sự tham gia của Hilary Swank, Gerard Butler, Lisa Kudrow, Gina Gershon, James Marsters, Harry Connick Jr. và Jeffrey Dean Morgan. Phim khởi chiếu vào đúng dịp lễ Valentine - 14 tháng 2 năm 2008 tại Việt Nam.